# آلبانی رکوردز
آلبانی رکوردز یک ناشر موسیقی است که به‌طور نامعمول بر موسیقی کلاسیک معاصر آهنگ‌سازان و موسیقی‌دان‌های آمریکایی تمرکز دارد.

## پایه‌گذاری
این شرکت در سال ۱۹۸۷ توسط پیتر کرمانی پایه‌گذاری شد.

## دفتر مرکزی
دفتر مرکزی این شرکت در شهر آلبانی، نیویورک است.